# Округ Лејк (Јужна Дакота)
Округ Лејк (енгл. Lake County) је округ у америчкој савезној држави Јужна Дакота.

## Демографија
По попису из 2010. године број становника је 11.200, што је 76 (-0,7%) становника мање него 2000. године.
| Група             | 2000.          | 2010.          |
| Белци             | 10.981 (97,4%) | 10.708 (95,6%) |
| Афроамериканци    | 23 (0,2%)      | 59 (0,5%)      |
| Азијати           | 61 (0,5%)      | 79 (0,7%)      |
| Хиспаноамериканци | 89 (0,8%)      | 175 (1,6%)     |
| Укупно            | 11.276         | 11.200         |